# アメリカ合衆国における森林破壊

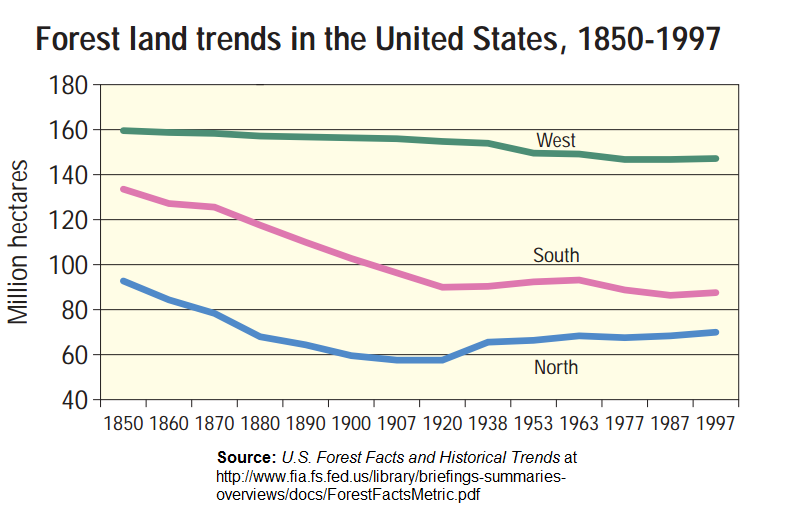
アメリカ合衆国の地域別森林面積の推移

アメリカ合衆国における森林破壊（アメリカがっしゅうこくにおけるしんりんはかい）とは、現在も継続し、保護論者によって提起されている米国の環境問題。ヨーロッパ系アメリカ人が来る前の時点では、米国（現在米国とされている範囲）のおおよそ半分が森林であり、西暦1600年ではおおよそ4,000,000平方キロメートルであった。今日ではおおよそ3,000,000平方キロメートルにまで減少している。 ほぼ全ての森林破壊は1910年迄に起きており、その後、20世紀ではあまり変化していない。
2005年の 国際連合食糧農業機関 (FAO, Food and Agriculture Organization）の世界森林資源評価(Global Forest Resources Assessment)では、米国を最も多く原生林を失った第7位の国とし、また20世紀以前の世界の森林破壊の圧倒的大部分が米国で起きたとしている。

## ヨーロッパ人による植民地化
ヨーロッパ系アメリカ人が入植してから300年、農地は人口増加と比例するように増えていき、主に農業のために国土が開拓されていった。各々1～2ヘクタールを耕した。 この傾向は、人口の伸びても農地面積が増加しなくなる1920年台まで続いた。打ち捨てられた農場は再び森林へと戻り、森林面積が増加し始めたのは1952年からで、1963年には総面積は3,080,000平方キロメートルとなった。1963年から1997年では、幾つかの例外をのぞき、着実に森林面積が減った。森林面積の増加は、農地と牧草地の森林化が、開発による森林減少を上まわることでおきる。 都市開発は継続すると想定されており、2050年までには、推定93000平方キロメートルの森林が失われると予測され、それは1997年から3％低下することを意味する。他にも、原生林の継続的減少、森林の分断化と都市化などの、質的問題が浮上している。 

## 現状の課題

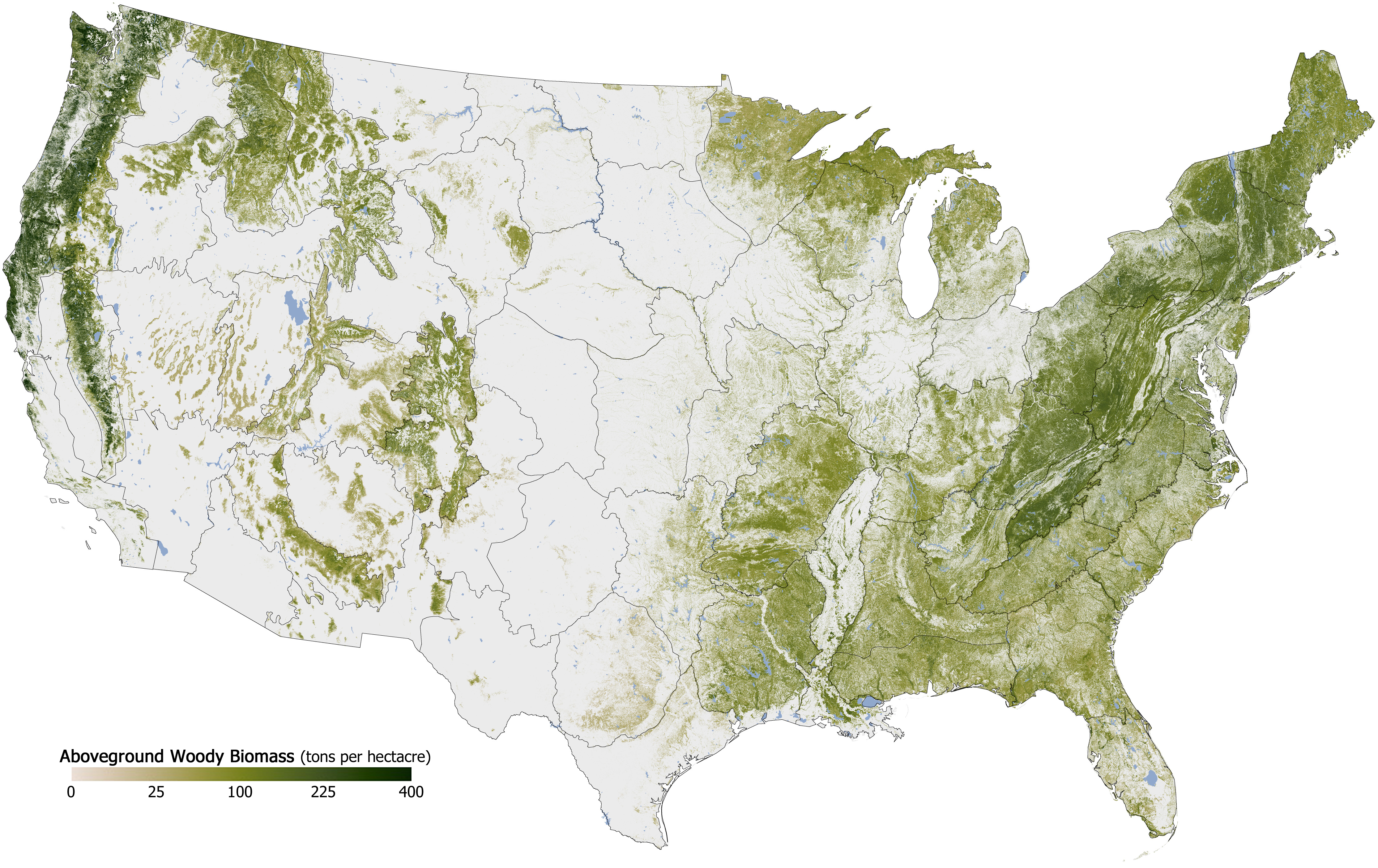
地上の木質バイオマス量、2011年

米国の森林減少は多くのファクターが影響している。一例としては、木材産業が持つファクターで、森林に正や負の影響を及ぼす。木材産業による伐採は、それを支持する者と反対する者の間で、利益と悪影響についての熱い議論を巻き起こしている。「木材産業とは、主に、木材切り出し、木材搬送、ウッドチップ現地生産などに従事する組織によって構成されている」と米国環境保護省（U.S. Environmental Protection Agency）によって定義されている。
"米国は世界をリードする林業生産者、且つ消費者であり、世界の生産と消費の4分の1を占める。米国は、 針葉樹(Soft wood) と広葉樹(Hard wood)の世界最大の生産国である。1996年時点の木材と非木材の年間総売上高は約38億ドルになる。
最も大きな森林破壊の問題は、 違法伐採による。 米国森林局（United States Forest Service）は、監視し取り締まることがほぼ不可能であるゆえに、違法伐採を最も大きな問題と宣言した。米国及びその他の国々で、違法伐採は、企業が認可を無視し、許可を超えた伐採をする為におきる。米国森林局とEPA（アメリカ合衆国環境保護庁）は共に、米国での伐採企業の許可が、森林の健全性と持続可能性が保持されるように付与することを確認し、違法伐採の機会を減らすことで、森林を維持するとしている。
米国森林局はある程度までの森林伐採に賛成しているが、幾つかのグループは伐採に反対している。NativeForest.org や EarthRoots.org などのグループは、伐採と工業地域が森林破壊を進め、多くの動物の絶滅を促すとして、反対している。

### 東側の森林における絶滅種
米国の森林は、おおよそ1872年に最低を記録し、1620年のおおよそ48％にまで減少した。森林に生息する28種の鳥類のうち、リョコウバト、カロライナインコ、ハシジロキツツキ、ムナグロアメリカムシクイの4種が、生息地を失ったことで、ほとんどまたは完全に絶滅した。

## 参照
- Conservation movement
- Deforestation by region
- Environment of the United States
- Environmental issues in the United States
- Environmental movement in the United States
- United States Forest Service